# 輕劍防空飛彈
輕劍防空飛彈（英語：Rapier Surface-to-Air Missile）是英國飛機公司為英國陸軍開發的一款陸基地對空飛彈，用於取代曳引式波佛斯40公釐高射砲。該系統的特殊之處在於它是第一代使用光學半自動視線導引系統的防空飛彈，以無線電導引彈頭修正航向，使該系統在當時具有相當高的精度，因此初期型號未使用近炸引信及大型彈頭。
輕劍飛彈系統於1971年開始服役，由於70年代英國陸軍的防空作戰需求逐漸由中程戰略防空轉向短程防空，輕劍飛彈迅速的反應時間和飛彈的高機動性獲得陸軍的青睞，並最終於1977年取代包含波佛斯防空砲及雷鳥飛彈在內英國陸軍大部分的防空武器。
後來輕劍飛彈也成功推銷給英國皇家空軍來取代波佛斯防空砲和虎貓飛彈，並進一步開拓海外客戶的市場。2021年10月，它作為英國陸軍主要防空武器的地位被新型CAMM飛彈家族的陸基天刀防空系統取代。

## 歷史

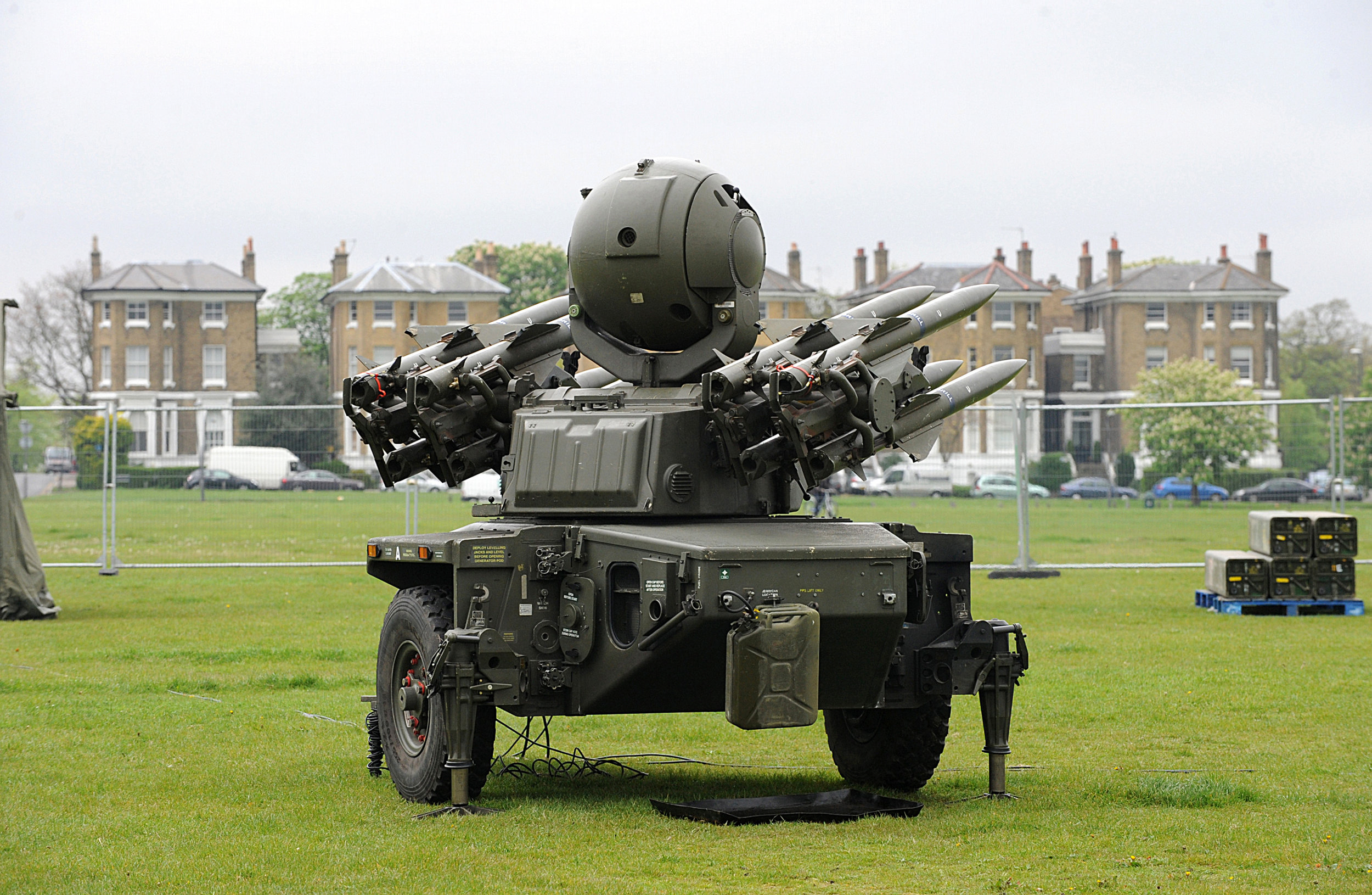
2012年5月2日，倫敦布萊克希斯的輕劍野戰標準C型飛彈系統

### 早期系統
自從英國裝備中程雷鳥防空飛彈後，以當時戰機的性能如在中高空飛行，在雷達及雷鳥飛彈的追擊下是難以倖存。在鞏固中高空的安全後，英國軍隊開始著手加強短程防空武裝，以應對貼地飛行躲避搜索雷達的敵方航空機。
至1950年代末期，隨著蘇-7戰鬥轟炸機等華約新型飛機的普及，還有後續研發中的更高性能機種，英國陸軍開始感受到相當大的航空威脅。當時英國只有波佛斯40/L56高射砲適合對付低空的飛機。然而，該型號火砲射程相對較短，只有在敵機相當接近時才能夠開火射擊。
英國陸軍開始著手開發一種經過改進的武器，稱為“紅皇后”。該武器將兩門42毫米的高射炮與轉輪式的7膛室弹巢結合，具有相當快的射速。儘管取得一些進展，但在1959年，英國總參謀部認為純粹的槍砲已不能有效對抗新式的軍機而終止該計劃。在採購新型波佛斯40/L70高射砲以應急之餘，陸軍開始進行新型飛彈的研發，以作為英國的新世代短程快速反應防空武器，稱為輕型防空（LAA, Light Anti-Aircraft）系统。

### PT.428
1960年，英國飛機公司贏得最初的競標案，並將該得標設計命名為PT.428。此防空飛彈系統安裝於一輛4噸貝德福德TK卡車上。飛彈系統可以直接拆卸下来作為定點火力部署，也可以在緊急情况下從卡車上直接發射飛彈。該系統亦可在拆卸後由費爾雷旋翼機空運。PT.428系統具有包括自動搜索雷達、跟蹤雷達、用於識別目標的獨立電視攝相機等當時相當先進的設備，以及兩門9聯裝飛彈發射器。
隨著60年代初軍事預算的壓力逐漸升級，陸軍被迫於PT.428防空飛彈系統或藍水戰術彈道核飛彈間做出取捨。最後後者成為保留下來的研發項目，雖然時任英國政府首席科學顧問索利·祖克曼對此決定頗有微詞，陸軍仍決定引進來自美國的MIM-46拳擊手防空飛彈取代PT.428。拳擊手飛彈底盤使用一輛M113裝甲運兵車，9枚飛彈使用雷達或紅外線導引，並具有搜索雷達。此防空系統與PT.428類似，但尺寸更大且飛彈更少。

### 視線導引
在開發PT.428的過程中，英國飛機公司還設計該系統的輕型版本，此輕型系統將6聯裝PT.428飛彈系統安裝於拖車上，可由路虎越野車牽引運送。導引模式為半主动雷达制导，一具早期預警雷達安裝在卡車車頂上，並使用安裝在卡車車廂一支平衡環架上的双筒望远镜進行飛彈最初的人工導引。拖車上的一個小天線將傳送訊號給飛彈接收器，使其自動與雙筒望遠鏡的方向對齊，並於最終階段改用飛彈上的跟蹤雷達進行目標鎖定及導引。
當PT.428計劃於1961年宣告終止時，英國飛機公司開始考慮基於相同概念的更便宜的選擇。在此期間，英國皇家飛機製造廠的科林·巴倫和約翰·特文正在開發一種光學半自動視線導引系統，並依此為防空飛彈引入視線導引的概念。將該技術與PT.428飛彈結合使用，將能使該設計成本比原来的半主動雷達導引版便宜許多。
第二年，拳擊手飛彈的開發案被一路降级至終止計劃，導致當時的美國和英国陸軍都沒有現代化的短程防空系統。英國總參謀部和空軍參謀部為此作出回應，發佈名為GASR.3132的聯合計劃，要求陸軍和空軍地面團進行採購並至少為軍隊列裝一款無全天候作戰能力的防空飛彈。現有文獻中並不清楚GASR.3132計劃是否是專為開發視線導引飛彈系統而制定的還是反之，但此新型飛彈導引系統仍被暫稱為“笛福”（Defoe），並投入下一步的開發。另一項GASR.3134計劃則考慮一種更小、更便宜、但沒有預警雷達的飛彈系統。

### 技術測試

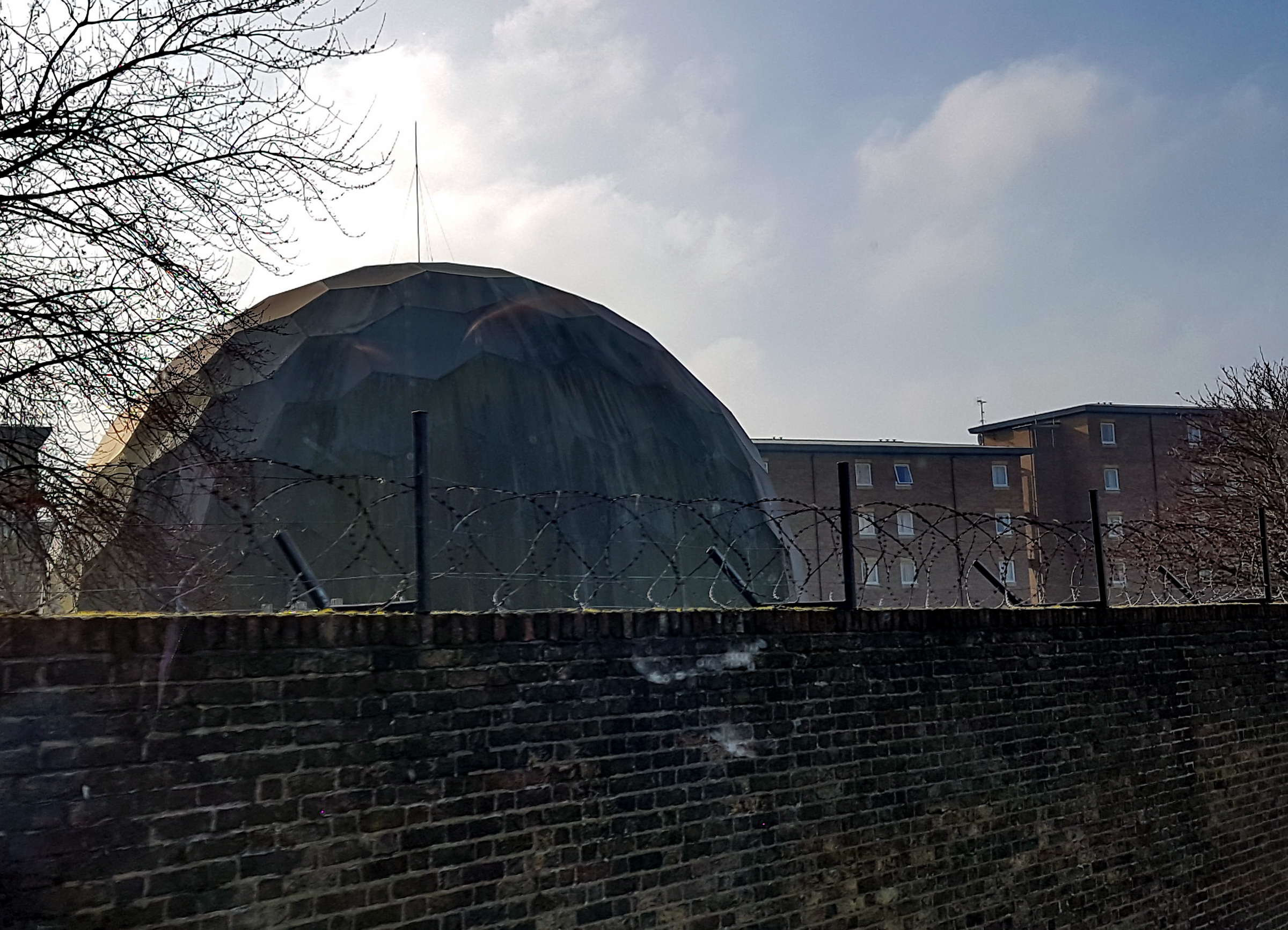
英國航空微圓頂

1963年，笛福導引系統正式被官方採納，並為第一款使用此導引方式的系統給予ET.316的實驗名稱。英國飛機公司的管理層最初將其命名為貓鼬（Mongoose），但在一次董事會會議上，眾人對貓鼬英文的複數形式達不成統一的意見，因此在1967年1月，此系統被正式命名為“輕劍”。
在開發過程中，人們逐漸認識到輕劍是一款比當初預期更强大的防空武器。該光學跟蹤系統的準確度相當高，且飛彈幾乎全部擊中靶機，因此即使其彈頭很小且沒有近炸引信，也能夠摧毀靶機。英國也從此項目中意識到搜索雷達能讓飛彈及早發現敵機並先發制人，其給予的戰場優勢對於一款防空系統是不可或缺的，並因此將GASR.3134計劃廢止。
輕劍飛彈於1966年首次試射，該系統在澳大利亞皇家空軍伍麥拉試驗場進行廣泛的測試，並得到澳大利亞陸軍的大力支持，因此使澳大利亞陸軍得以成為輕劍飛彈的早期用戶之一。
伍麥拉試驗場的一些澳大利亞工作員於1965年开始開發輕劍飛彈的自動導引模擬器，以便手動測試及改良導引系統的電子程序。它由輕劍光學跟蹤器的操縱桿組成，可以將飛彈接收指令後進行機動的模擬影像投影出來。另外試驗場也建造輕劍飛彈和各種靶機的模型，並使用定格动画拍攝伍麥拉天空上各種攻擊目標的精選影片。該系統於1968年完成，最初的測試中顯示此跟蹤系統具有較大的問題，操作此系統所需的技術門檻可能遠超出普通操作員的水準。所幸此問題通過調整操縱桿中的機械反饋而解決，使其追蹤性能獲得提升，飛彈得以更加靈敏地響應各種指令。在解決此問題後，許多剩餘的問題都通過大量的模擬結果及反饋，並於IBM 7090電晶體電腦上批量進行數據處理而得以解決。完整的系統最終於1968年通過了測試，並於1969年簽訂了生產合約。
於輕劍飛彈開發的同時，英國皇家空軍也在開發一種用於機場防空的短程武器。這些最終促使1967年虎貓防空飛彈的問世，該系統是海軍海貓艦對空飛彈的改良版。虎貓飛彈在基本概念上與輕劍飛彈類似，但其技術水準較為陳舊，因此體積更大、更重，但性能卻較低。虎貓飛彈於1968年在英國皇家空軍地面團第48中隊服役，為英國皇家空軍提供了英國第一個有效的可空運短程防空飛彈系統，並在此類操作系統上累積了寶貴的經驗。1972年，英國皇家空軍地面團第63中隊和皇家砲兵第9輕型防空連聯合組建了一支名為輕劍飛彈砲兵連的試驗單位，並於1973年完成全面試驗。而後，於英國空軍地面團第63中隊服役的第一組輕劍飛彈系統於1974年中期部署到其位於德國的作戰基地。
1980年代，英國於史蒂文納吉建造一套新的訓練模擬系統。該系統包括一個半徑10公尺的半球形圓頂，其内表面為電影屏幕，並將地形圖像投影到此屏幕上。銅蒸氣雷射將目標和飛行中的飛彈圖像投射到背景圖像上，而較小的氦氖雷射則模擬輕劍飛彈的跟蹤耀斑。圓頂的中心放置一個完整的輕劍瞄準設備，其導引訊號被捕獲並發送到模擬器以更新飛彈的影像位置。此設施投射的雷射圖像足夠明亮，可以被紅外熱成像儀和紅外導引彈頭偵測並跟蹤，從而可以兼容帶有紅外攝像機的輕劍飛彈“暗火”型號或刺針飛彈等其他紅外導引飛彈。該訓練系統被單獨出售，但可與其他飛彈系統一起使用，稱為英國航空微圓頂。

## 操作

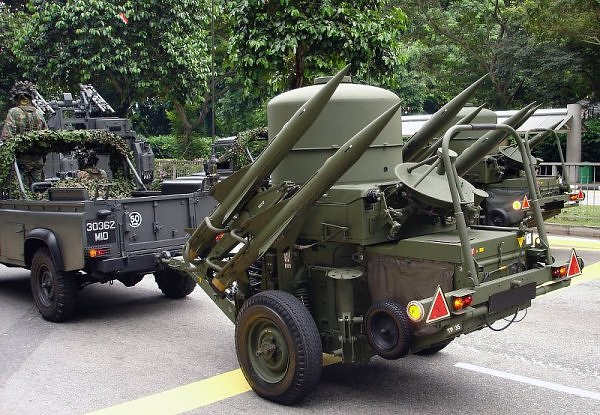
新加坡共和国空军的輕劍飛彈發射器

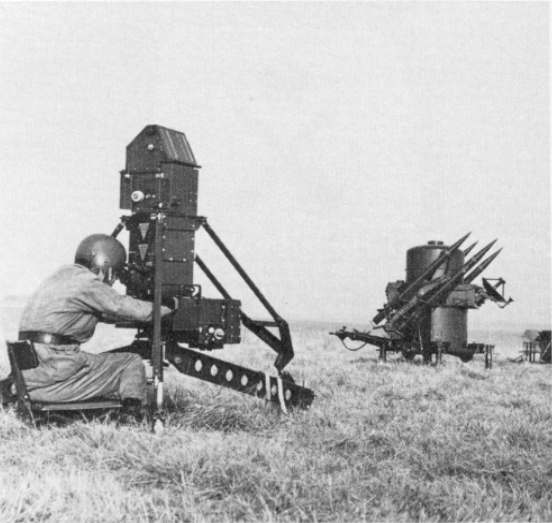
一名英軍正在操作輕劍飛彈系統的光學跟蹤器，遠方為飛彈發射器

最初的輕劍飛彈系統採用雙輪曳引式發射器，基本單位包含一個4聯裝飛彈發射器、一套光學跟蹤器、一套發電機組及一輛放置備用飛彈的拖車。飛彈發射器是一個垂直的圓柱裝外觀的裝置，兩側各有一對可俯仰的飛彈發射軌，一個發射器可安裝4枚飛彈。飛彈發射器頂部是雷達罩，罩著搜索雷達和敵友識別系統的天線，導引電腦和電子設備在發射器的下半部。在發射器的前方有一個突出的碟型天線，是用來向飛行中的飛彈發送操控航向的無線電訊號指令。在雙輪拖車上的飛彈發射器可由卡車拉動，當抵達部署位置後，把拖車固定在地上，並且接上發電機組。由操作員控制的光學跟蹤器與飛彈發射器之間會有一段安全距離，兩者使用纜線接駁。
飛彈發射器的俯仰角為-5°至+60°，在發射器頂部的F波段拉卡爾-迪卡（Racal-Decca）脈衝都卜勒搜索雷達的有效搜索距離為15公里，高度為3公里，搜索雷達的天線每秒旋轉一周，通過都卜勒效應偵測空域中的移動目標。當雷達偵測到一個目標時，在索敵方位指示器（Selector Engagement Zone）上的一盞燈泡便會亮起，这是一個外殼上有32盞圓環型橙色燈泡及許多按鍵的盒子，可向雷達操作員顯示雷達找到的一個目標在哪個方位上，同時讓操作員可以根據雷達找到目標的方位，利用光學跟蹤器在這個方位進行垂直的上下搜尋，使操作員可盡快找出目標並進行光學跟蹤。雷達操作員可關閉其他方位的燈泡來消除干擾。
光學跟蹤器單元有可旋轉的上部和固定的下部組成。上部是跟蹤器的光學裝置，下部是操作員的控制裝置。跟蹤器的光學組件是一個經過改造的望遠鏡，配備一個道威棱鏡，防止光學組件在旋轉方位角時發生成像顛倒的現象。此系統與潛望鏡不同，操作員無需移動身體即可旋轉光學組件跟蹤目標。光學跟蹤器的上部也包含一套獨立的飛彈跟蹤系統，該系統主要由對紅外線優化的電視攝像機組成，其作用是跟蹤飛彈尾部的紅外線訊號，而其操作方位是根據操作員使用光學組件跟蹤目標的方位而定。
一旦檢測到目標，光學跟蹤系統就會轉向索敵方位指示器提供的目標方位角，然後由操作員通過上下移動光學跟蹤器的仰角來找出目標。光學跟蹤器的望遠鏡提供兩種放大倍率，操作員先使用20°寬的視角找出目標，再切換至較窄的4.8°視角跟蹤目標。當找到目標後，操作員使用操縱桿將目標保持在望遠鏡的中心。一旦建立穩定的軌道，就可以發射飛彈。飛彈被射出後，跟蹤器上的電視攝像機開始跟蹤飛彈尾部的4個耀斑訊號，與跟蹤目標的望遠鏡相似，跟蹤飛彈的電視攝像器也有兩種視角，一個約為11°用於捕捉，另一個則為0.55°用於跟蹤，電視攝像機的作用是為飛彈發射器上的紅外線追蹤器提供方位。跟蹤目標的望遠鏡和跟蹤飛彈的電視攝像機的方位及俯仰角，均會被傳送到飛彈發射器的電子裝置。
導引電腦判定飛彈相對於視線位置的方法，與早期红外歸向飛彈使用的旋轉掃描模式相似，但紅外線追蹤器不是在飛彈上，而是安裝在飛彈發射器上，通過光學跟蹤器的電視攝像頭跟蹤飛彈尾部的4個耀斑，使得紅外線追蹤器可獲取飛彈尾跡的紅外線訊號，紅外線追蹤器的旋轉遮罩將飛彈尾跡的紅外線訊號轉變為週期性的一連串編碼訊號，並且傳送到導引電腦，通過電腦運算得出飛彈的相對仰角，及飛彈有否偏離光學跟蹤器的中心點，電腦同時會發出把飛彈修正回跟蹤器的中心點所需的控制指令，再由安裝在發射器上的碟型天線通過無線電訊號，持續發送給位於飛彈中段的穩定翼後方的小型天線，飛彈根據接收到的控制指令操控尾翼，飛向及保持在光學跟蹤器的中心點。期間操作員需持續使用操縱桿將目標保持在光學光學跟蹤器的中心點，直至飛彈擊中目標。這種導引模式與BGM-71拖式飛彈等線導飛彈相似，差別在於操控指令的傳送方式，拖式飛彈使用導線接收，輕劍飛彈則使用無線電接收。
輕劍飛彈使用單級固體燃料火箭推進，最高速度為每秒650公尺，約為2馬赫，發射後啟動引信所需時間約3秒，到達最大有效射程的時間則約13秒，從偵測到目標至發射飛彈的反應時間約6秒，此數據在無數次實戰射擊中得到驗證。由於輕劍的導引模式不用在飛彈的鼻錐上設置尋標器或雷達天線，所以飛彈的戰鬥部位於鼻錐，裝有重1.4公斤的預置碎片彈頭，使用撞擊引信。
每一套輕劍飛彈系統及其操作員可由2輛路虎卡車運輸，分為火力單元車及分離支援車，其中前者為飛彈發射器，後者為發電機組等設備。英國陸軍的防空砲兵連由3個排組成，每個排有4個飛彈發射器，而皇家空軍的防空中隊則有8個飛彈發射器。到1980年，飛彈發射器改由101 FC 1噸路虎卡車拖曳，並且攜帶4枚備彈；另外有1輛2.8公尺長、0.75噸及裝備有無線電通訊的路虎卡車，拖曳一台重1噸及可容納10枚備用飛彈的備彈拖車。盲火雷達（見下文）僅有3分之1的陸軍砲兵連火力單位裝備，但所有空軍防空中隊皆裝備盲火雷達。

### 野戰標準A型/盲火雷達

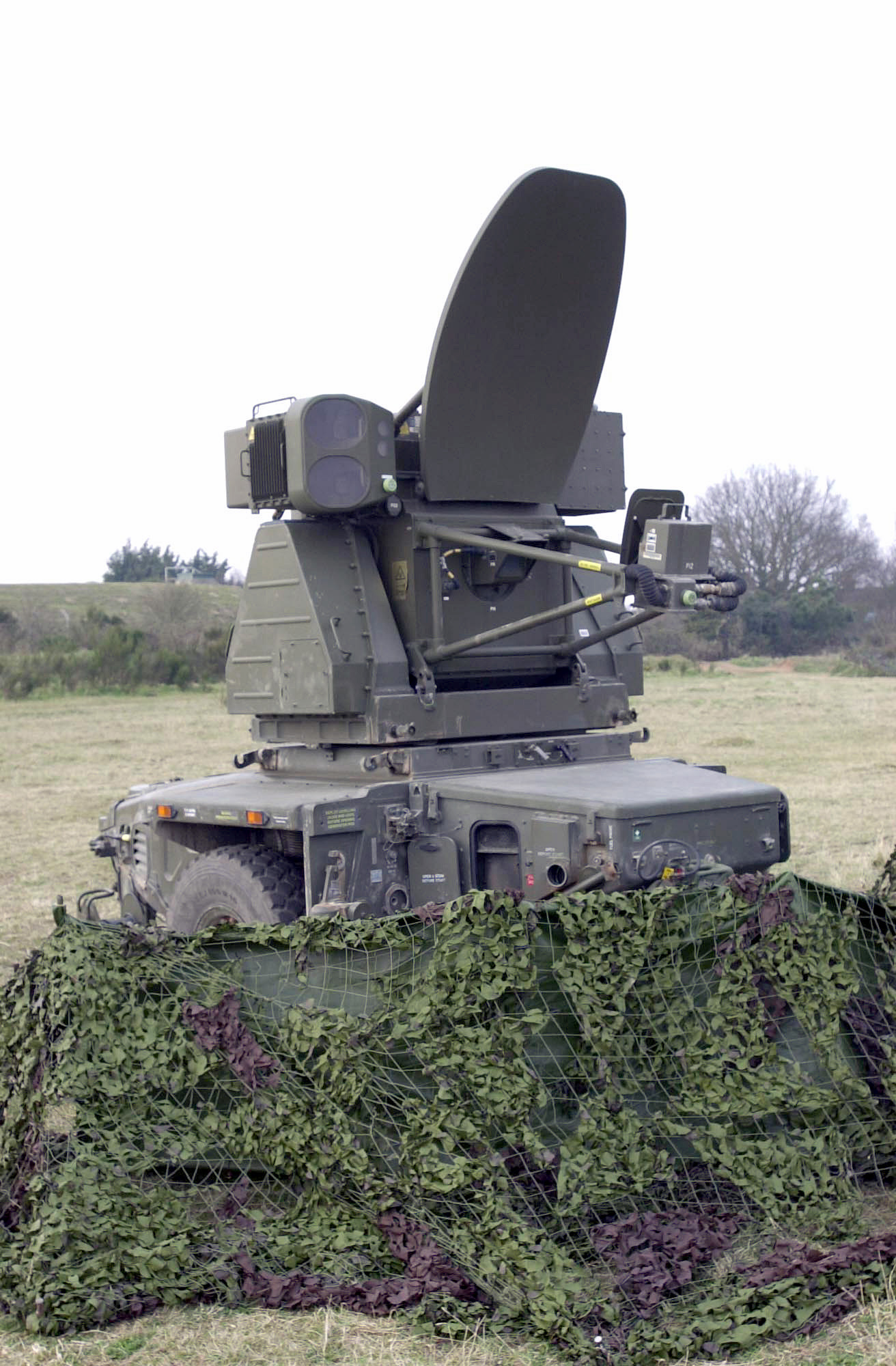
盲火跟蹤雷達

野戰標準A型/盲火雷達（英語：FSA, Field Standard A/Blindfire radar）是原版輕劍防空系統的額外裝備。儘管原版的輕劍飛彈系統具有高精確度且易於使用，但其光學跟蹤器缺乏全天候作戰能力。最初為了滿足國外客戶的需求，英國飛機公司於是為輕劍系統開發一種獨立的雷達導控裝置，最後促成馬可尼DN 181“盲火”跟蹤雷達在1970年問世。第一批雷達於1973年被出售給伊朗陸軍。
英國陸軍直到1979年才採購盲火跟蹤雷達，並作為新型號輕劍野戰標準A型系統開始服役。同一年，英國皇家空軍地面團已有27個中隊在盧查斯空軍基地列裝盲火雷達，並逐步為所有英国皇家空軍地面團的中隊列裝此系統。到1997年已經生產出350多組盲火雷達。
盲火雷達具有10公里的有效範圍，為確保準確度，盲火雷達使用非常窄的波束來跟蹤目標和飛彈。為允許操作員在跟蹤目標時能同時使用盲火系統，現有的光學跟蹤器會跟隨被盲火雷達鎖定的目標，不過在盲火雷達操控飛彈攻擊一個目標時，操作員可以手動將光學跟蹤器瞄準另一個目標。盲火雷達屬於火力單元的一部份，具有獨立的發電機組，並由第3輛101 FC路虎卡車拖曳，稱為跟蹤雷達曳引車。

### 履帶式輕劍飛彈

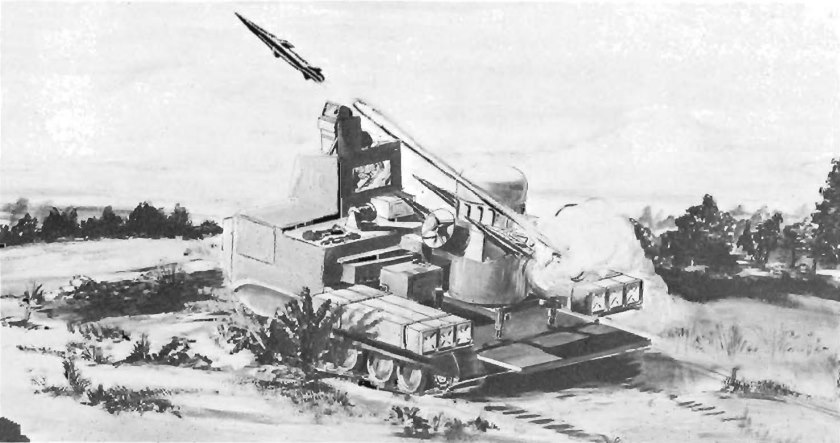
使用M548底盤的履帶式輕劍飛彈系統概念圖，可見駕駛艙右側凸起的光學瞄準系統。正式量產型號使用RCM 748底盤並修改部分外觀

履帶式輕劍飛彈（英語：Tracked Rapier）為所有輕劍飛彈型號中唯一完全實現機動化的自行飛彈發射車，可追溯至英國與伊朗巴列維王朝簽訂的一系列軍購合約。伊朗於合約中要求一種具備完全機動能力的輕劍飛彈系統，以保護軍購案中一同採購的酋長式戰車。英國飛機公司對此做出應對，對輕劍飛彈系統進行大規模改造以安裝於M548履帶式貨車底盤上。1974年履帶式輕劍飛彈開始開發，並在1977年巴黎航展上以靜態展示首次公開亮相。該系統最初僅簡單地將曳引式發射器及汽油發電機組安裝在M548貨車底盤上，並簡化驅動齒輪。但此設計並未獲得很好的評價。而後，格雷維爾·比爾和阿德里安·波利卡特主導開發案並進行一系列重大改進，在短時間内便完成生產。
其中包括對M548底盤的重大改進，強化該車輛的裝甲防護（此型號被命名為RCM 748），並改用考文垂Climax H 30新型柴油發電機組，該發電機組亦為酋長式3型戰車的輔助動力裝置。發射器中的大部分電子設備與曳引式中使用的相比沒有顯著變化，但發射器經過重新設計而擁有一定的裝甲防護，具有8發飛彈發射底座，並通過防震支架安裝在車輛底盤上。裝甲駕駛艙內配備泛用空調系統和核生化保護措施。
光學跟蹤器放置在車輛的裝甲駕駛艙内，通過車頂升起進行操作。跟蹤器在右側操作，而左側是駕駛員和車長，且配備頭盔瞄準器，使其能打開車頂蓋並轉頭瞄準目標。
履帶式輕劍飛彈從剎車到發射只需要30秒，而曳引式至少需要15分鐘才能完成拆卸及部署。另一個區别是履帶式輕劍飛彈發射器有8個裝甲發射底座，而曳引式只有4個，從而增強火力並減少補給需求。此機動系統也是可空運的，可以在C-130運輸機上進行快速運送。
然而單輛RCM748底盤上已沒有足夠的空間安裝盲火跟蹤雷達，因此需另外曳引或由單獨改裝的M548/RCM748底盤裝載盲火跟蹤雷達，該雷達車切換目標時，傳送新目標數據到發射裝置中的控制系統會需要一定的重設置時間。
1978年巴列維王朝垮台時，該系統尚未完全發展。這些車輛後來被英國陸軍作為定價研發和供應合約的一部分回購。第一輛量產型履帶式輕劍飛彈系統於1981年初在惠靈頓軍營驗收，並於1983年在多特蒙德附近的納皮爾軍營的皇家砲兵第22防空團第11防空砲兵連服役。
在曳引式輕劍野戰標準B型系統投入使用後，履帶式輕劍飛彈也迎來一次升級，除了改用野戰標準B型系統外，也配備平面相控陣雷達、目標選擇裝置及增強型熱成像跟蹤器，確保此型號無需盲火跟蹤雷達支援即可具備全天候作戰能力。
該型號的支援車輛為一輛改裝的M548運輸車，可運送備彈、救援士兵及配備野戰工具包、口糧和水。另外一輛M548則被配置為皇家電機工程軍團的前進地區支援小組，裝載測試設備和備用零件。
海灣戰爭期間，英國皇家第12、16砲兵團的履帶式輕劍飛彈連迅速配備衛星導航系統以供沙漠環境使用，為部署的裝甲部隊提供機動防空火力支援。
此型號最終在20世紀90年代初退役，原因是新發行的曳引式野戰標準C型系統嚴重欠缺操作人員。此後它被安裝於阿爾維斯·斯托默裝甲車上的星光防空飛彈取代。

### 野戰標準B型/B1型
野戰標準B型/B1型（英語：FSB/B1, Field Standard B/B1）是原版輕劍飛彈系統的升級型號。在使用野戰標準A型不久後，包含許多基礎升級系統的B型便迅速問世。搜索雷達經過特殊設計，可在受到反輻射飛彈攻擊時迅速關閉隱蔽。野戰標準B型也吸取福克蘭戰爭的教訓，新裝備的指點桿系統安裝於頭盔上，使火力單元的指揮官能以頭部朝向讓發射器自動轉向。在輕劍飛彈的暗火型號投入運用後，未改裝的原版野戰標準B型便被更名為野戰標準B1型。

### 雷射火力
雷射火力（英語：Laserfire）是升級光學瞄準裝置的版本。隨著輕劍飛彈系統的一系列升級和安裝新組件，生產成本因此節節攀升。為了滿足國際市場对低成本系统的需求，英國飛機公司於1982年開始開發名為雷射火力的新型號，此型號使用新的光學雷達成像系統取代原來的光學跟蹤器，該系統體積較小，使整副裝置可以安裝在單個底座上，再安裝於卡車或其他平板車輛。
雷射火力型號使用毫米波都卜勒雷達。由於其掃描頻率非常高，且能夠將波束形狀從窄方位角和高仰角轉換為寬方位角和窄仰角，因此雷射火力型號能夠通過檢測直升機旋翼槳葉的運動來規避多径效应，使其能偵測在低空或高雜波區域懸停或行進的直升機。
該型號的交戰程序與原版輕劍飛彈系統類似，但改用高功率釹雅鉻雷射指示器照射並自動跟蹤目標。飛彈在發射後，雷射將交替照射目標和飛彈以確定兩者位置並進行導引。因此雷射火力型號象徵著對原版光學系統的重大升級，使其能夠自動跟蹤目標，達到半自動交戰效果並大大降低操作員的技能和培訓要求。
不過雷射火力型號也不再具有原版光學系統可執行的遠距離識別敵機任務，且該型號的跟蹤系統雖能夠在夜間運行，但仍是以原版的光學鎖定模式捕獲目標。

### 野戰標準B2型/輕劍90型/暗火
野戰標準B2型/輕劍90型/暗火（英語：FSB2, Field Standard B2/Rapier 90/Darkfire）是內建新型光電跟蹤系統，使輕劍飛彈系統獲得被動紅外型全天候作戰能力的版本。1985年，英國飛機公司開始開發一種新型光電跟蹤系統，準備用新的紅外熱成像儀取代原版的光學系統，以提高其夜間作戰能力，因此這個版本被稱為暗火型號。新系統的試驗於1987年開始，並於1990年作為野戰標準B2型投入運行，早期的B型則被更名為B1型。該系統也被稱為輕劍90型，紅外熱成像儀的冷卻系統由壓縮氣體瓶提供。
野戰標準B2型還引入許多改進，大大提高輕劍系統的性能。首先也是最重要的是安裝新式戰術控制台，使火力單元的指揮官能遠程控制其他車輛的飛彈發射器，發射底座本身也從原來的4發底座升級為6發，從而提升砲兵連的作戰能力。最後，搜索雷達更改為新型平面相控陣雷達，不過性能與早期型號大致相同。

### 飛彈升級
1988年，使用近炸引信的改進型彈頭開始進行測試，以便使輕劍飛彈能夠打擊難以直接擊中的較小目標，特別是小型的軍用無人機。自1989年，以Mk.1E型為起始的一系列飛彈型號開始陸續開發及生產，其裝備被動紅外近炸引信及觸發引信。
1992年，陸軍簽署一份合約，將所有的輕劍飛彈升級為加裝近炸引信的改進版。一項於1986年進行研發的Mk.2型飛彈在吸收後來近炸引信型號的經驗後，進行徹底的重新設計，並於20世紀90年代中期正式投入使用。新型飛彈結合許多當時最先進的技術，包括：
- 馮·卡門設計超音速空氣動力學外型

- 雙級層疊式固體燃料引擎

- 使用陶瓷基板的印刷電路板

- 全新的電子系統和軟體

- 專用數位模擬特殊應用積體電路

- 高性能電子對抗前台和經過冗餘加密的数据链路

- 結合卡爾曼濾波器的全數位化自動駕駛儀

- 使用旋轉雷射環之速率陀螺儀的惯性导航系统

- 聚酰亞胺絕緣電纜線

Mk.2型號飛彈重約43公斤，射程提升約百分之15至20，該飛彈戰鬥部有兩個版本：Mk.2A型號為用於正常防空任務的近炸引信，而Mk.2B則使用成型裝藥戰鬥部和空陸兩用引信，可用於對付輕型裝甲目標及空中目標。Mk.2型飛彈可適用於FSA、FSB1、FSB2、FSC型號及履帶式輕劍飛彈系統。

### 野戰標準C型/輕劍2000型/傑納斯

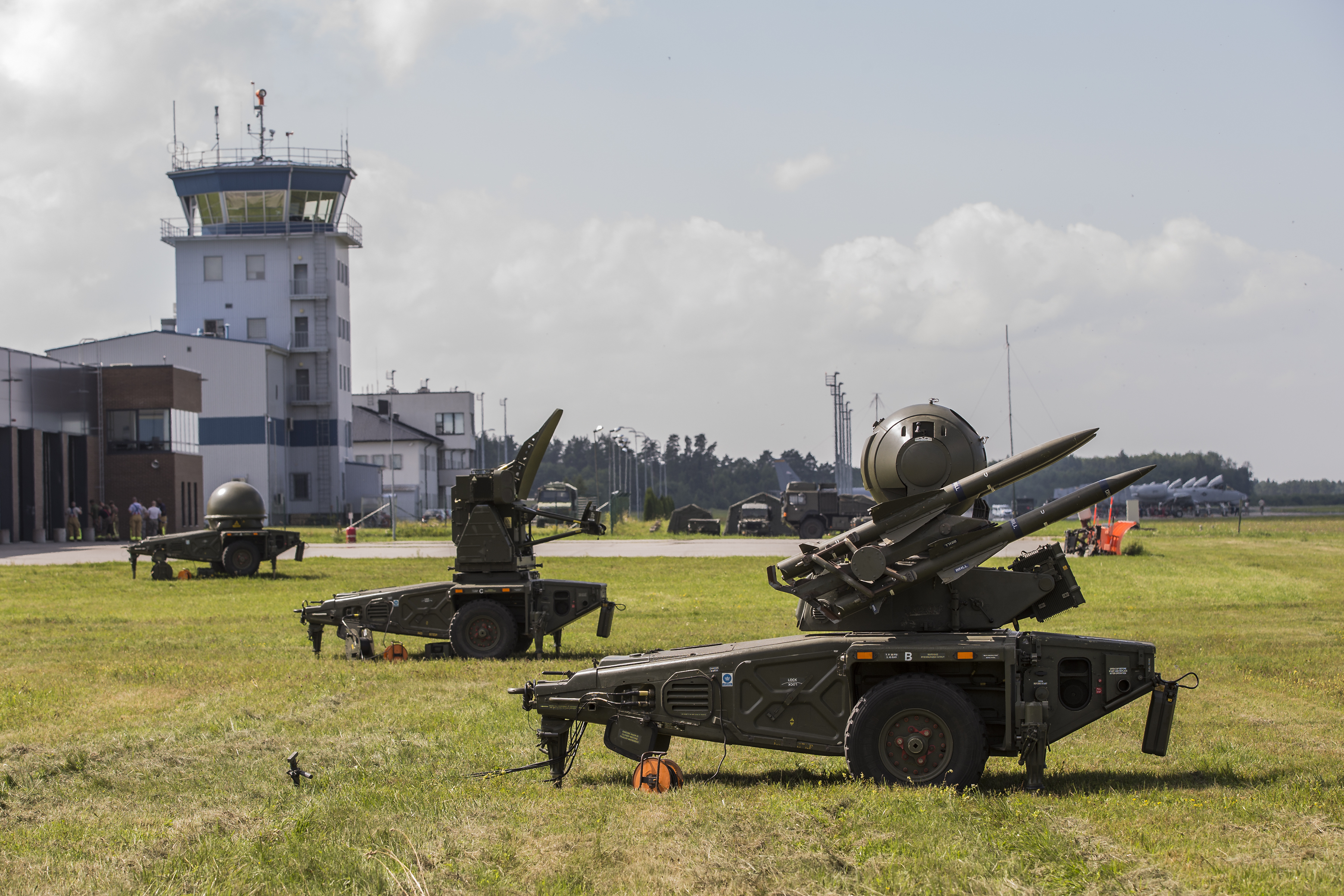
於愛沙尼亞參加北約演習的英軍野戰標準C型輕劍飛彈系統。由左而右分別為匕首搜索雷達、盲火跟蹤雷達及傑納斯飛彈發射器

野戰標準C型/輕劍2000型/傑納斯（英語：FSC, Field Standard C/Rapier 2000/Jernas）是輕劍飛彈家族最後一個問世的型號。1992年，輕劍90型推出後不久，英國飛機公司旗下貝宜動力公司便推出另一個重大改進版本，該系統在英國服役時使用“輕劍2000型”或“野戰標準C型”的名字，成為輕劍飛彈的最後一個升級型號。野戰標準C型系統的開發始於1983年，該系統於1996年首次列裝於英國軍隊。此時冷戰已經結束，英國的防空能力顯著下降，儘管每個火力單元都配備盲火雷達，但砲兵連數量及編制卻逐漸被裁撤、縮編。該版本還有一個外銷版本，稱為傑納斯（Jernas）。馬來西亞是傑納斯的第一個出口客戶。
野戰標準C型實際上使用一個新的光電導引系統，儘管盲火雷達幾乎沒有變化，而且發射系統仍可兼容Mk.1和Mk.2飛彈。搜索雷達從發射器上拆除為一個獨立的單元，每個發射器有8發飛彈底座。
自盲火雷達推出以來，輕劍飛彈越來越依賴使用雷達進行導引，因此原來的搜索雷達被升級為更現代化的型號。新的匕首搜索雷達由阿萊尼亞·馬可尼系統提供，為一款帶有集成科索爾Mk.10敵友識別系統的三維脈衝都卜勒雷達。匕首搜索雷達具有專屬的拖曳卡車，因此不再需要發射器單元頂部的搜索雷達罩，取而代之的是一個更現代的球形光電跟蹤系統。此光電跟蹤器使用史特林循環冷卻器代替壓縮冷卻氣瓶，體積更小的電子設備大大降低整個發射器的高度，並允許將發射底座增加至8發。
在作戰程序上，輕劍2000型與早期配備盲火雷達的飛彈系統類似。通過目視或匕首搜索雷達捕獲目標，然後用盲火跟蹤雷達或光電跟蹤器跟蹤目標。光學系統可以單獨用於跟蹤飛彈，也可以像原來的系統一樣用於導引。在任何一種情況下，交戰過程都是完全自動的，不需要操作員手動操作。光電跟蹤裝置還可以在關閉搜索雷達時單獨使用，通過被動跟蹤目標的紅外熱源而使反輻射飛彈無法追蹤雷達無線電而攻擊本防空系統。

## 作戰紀錄

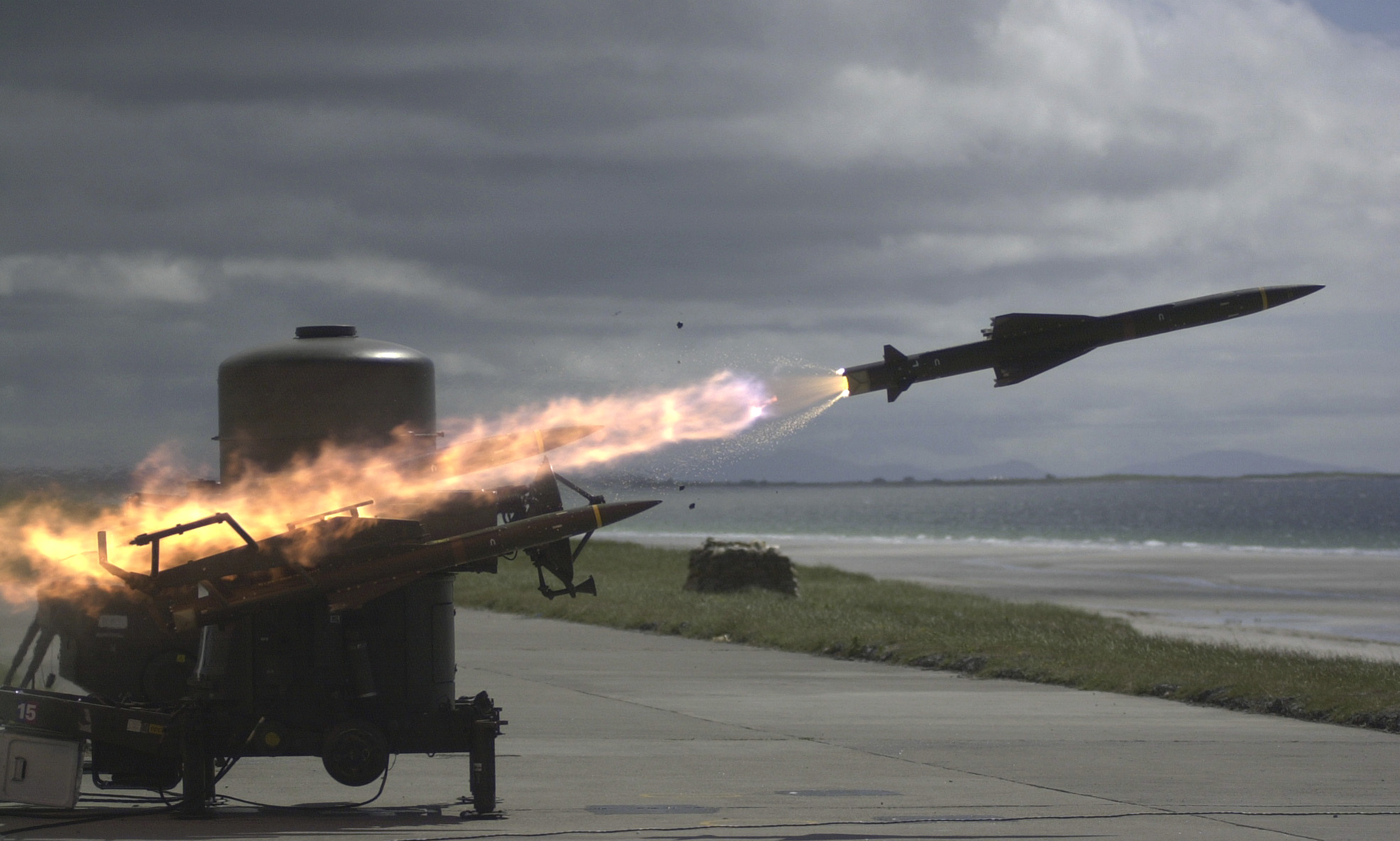
在蘇格蘭本貝丘拉島舉行的第20特種皇家砲兵連實彈演習中，一枚輕劍飛彈正加速飛向目標

輕劍飛彈已知的第一次作戰紀錄是在1974年12月第二次伊拉克-庫德戰爭期間，當時駐紮在伊拉克境內保護庫德軍事總部的伊朗軍隊的輕劍飛彈擊落一架伊拉克空軍的圖-22轟炸機。
1982年4月，FSA型號輕劍防空系統在福克蘭戰爭期間部署，當時皇家砲兵第12團的沙阿蘇賈T連加入海軍陸戰隊第3突擊旅，成為福克蘭特遣部隊的一部分，並於5月21日在聖卡洛斯登陸，以為在聖卡洛斯港郊區的機場起降及加油的獵鷹式戰鬥機提供防空掩護。英國皇家空軍地面團第63中隊亦於6月1日在聖卡洛斯灣部署，隨後轉進至史坦利港周邊。
戰爭期間，駐防地點的問題影響到輕劍飛彈部隊的作戰效率，使其在擊墜數上並不算出色。但它的存在仍起到了威懾作用，特別是在聖卡洛斯港周圍部署盲火雷達系統之後。
從工程角度來看，發射器的脆弱性在戰爭前已眾所皆知，而英國商船大西洋運輸者號被擊沉更使情況惡化，因為大西洋運輸者號運載了幾乎所有的飛彈備用組件。6月8日，於斐茲洛伊駐防的第32阿爾法火力單元便由於輕劍飛彈系統的間歇性故障，而使皇家輔助艦隊的加拉哈德爵士號運輸船遭到3架A-4天鷹式攻擊機空襲，被數顆Mark 82 500磅炸彈重創並造成48名船員及士兵傷亡。
戰後的早期報告表明輕劍飛彈獲得14架擊墜數和6架可能的戰果。但後續的分析將戰果縮減至可能4架擊墜數，其中只有於1982年5月29日，由阿根廷空軍第6聯隊的伯恩哈特中尉駕駛的1架IAI鷹式多用途戰鬥機，可以被確認是被輕劍飛彈擊落的，該名飛行員亦因此死亡。另外3架，即5月23日的第5聯隊的1架A-4天鷹式攻擊機和1982年5月24日和25日的第4聯隊的2架A-4天鷹式攻擊機，則受到聖卡洛斯防空部隊的全力攻擊，參與擊殺的武器有海狼艦載防空飛彈、海貓艦對空飛彈、吹管防空飛彈和各式槍砲子彈，以及沙阿蘇賈T連的輕劍飛彈。
官方的戰爭史指出“在總數中，只有5架阿根廷軍機可能被輕劍飛彈擊墜，並且正如埃塞爾和普萊斯最初指出的那樣，其中只有1架是確定的。其他武器系統也出現類似問題，特别是吹管防空飛彈（1個確定擊墜數、9個宣稱擊墜數及2個可能擊墜數）和海貓艦載防空飛彈（無確定擊墜數、8個宣稱擊墜數及2個可能擊墜數）。英國國防部政治性地誇大輕劍飛彈的表現，因為如果這一評估是廣為人知，可能會對輕劍飛彈的外銷前景產生嚴重的不利影響，而輕劍飛彈系統是貝宜動力公司的主要收入來源。”
輕劍飛彈也被指出主要問題是射程不足，以及省略近炸引信的設計，使得操作員必須用飛彈直接擊中目標飛機，另外敵我識別問題及皇家海軍艦載雷達的干擾也相當嚴重。
2012年夏季奧運會期間，輕劍飛彈被用於為奧運會提供防空保護。輕劍飛彈系統被部署在4個地點：布萊克希斯高沼地、恩菲特的威廉吉爾林水庫、奧克斯萊斯的射手山以及艾坪森林的巴恩山。星光防空飛彈系統則被部署在另外2個地點。

## 取代者
在2007年9月的國際國防與安全設備會議上，英國國防部宣布資助歐洲飛彈集團英國部門的一項研究，以調查可用於取代輕劍飛彈的產品，當時輕劍飛彈預計於2020年左右退役。最後決定為可以與英國皇家空軍現役的ASRAAM先進短程空對空飛彈兼用零組件的CAMM飛彈家族的陸基天刀（Sky Sabre）防空系統。2021年7月，有報導稱天刀防空系統已開始與英國皇家砲兵第7防空聯隊進行驗收試驗及訓練，並計劃於夏末秋初在福克蘭群島部署該系統。

## 博物館
帝國戰爭博物館達克斯福德分館展示有1台曳引式輕劍飛彈發射系統。
另1台陳列在諾里奇市航空博物館。
1組野戰標準B型發射器、跟蹤器和索敵方位指示器在費爾頓布里斯托的航空航天博物館中展出。
1組輕劍2000型飛彈系統於倫敦國家陸軍博物館展出。

## 現役使用國
伊朗
- 伊朗伊斯蘭共和國陸軍

- 肯亞空軍

 马来西亚
- 馬來西亞陸軍–15組飛彈系統

 阿曼
- 阿曼皇家空軍

 瑞士
- 瑞士空軍

 土耳其

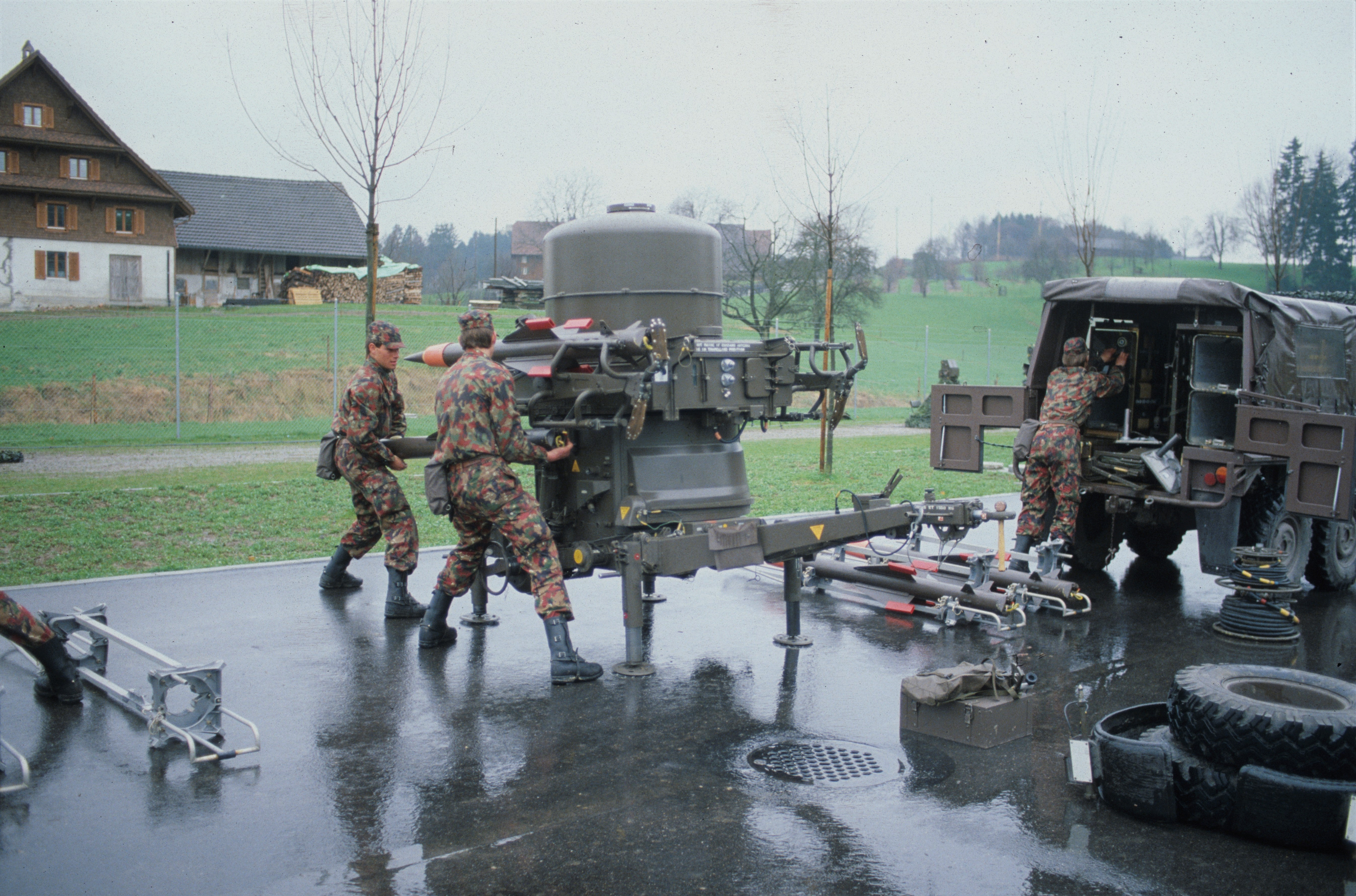
瑞士軍隊於1986年架設輕劍飛彈系統

- 土耳其空軍–86組飛彈系統，在土耳其進行現代化改造。將於2021年被HISAR-A飛彈（英语：Hisar (missile family)）取代。

 阿联酋
- 阿拉伯聯合大公國陸軍

 尚比亞
- 尚比亞空軍[40]

## 前使用國
- 澳大利亞陸軍

 印度尼西亞
- 印度尼西亞陸軍[41]

 伊朗
- 伊朗帝國空軍
- 伊朗帝國陸軍

 伊拉克
- 伊拉克武裝部隊–兩伊戰爭期間從伊朗繳獲，2003年後逐步淘汰[42]

 利比亞
- 利比亞空軍

 新加坡
- 新加坡共和國空軍-1981年使用12組飛彈系統，[43]從2011年起被SPYDER防空飛彈系統取代[44]

 英国
- 英國陸軍–124組飛彈系統，於皇家砲兵部隊服役

## 圖集

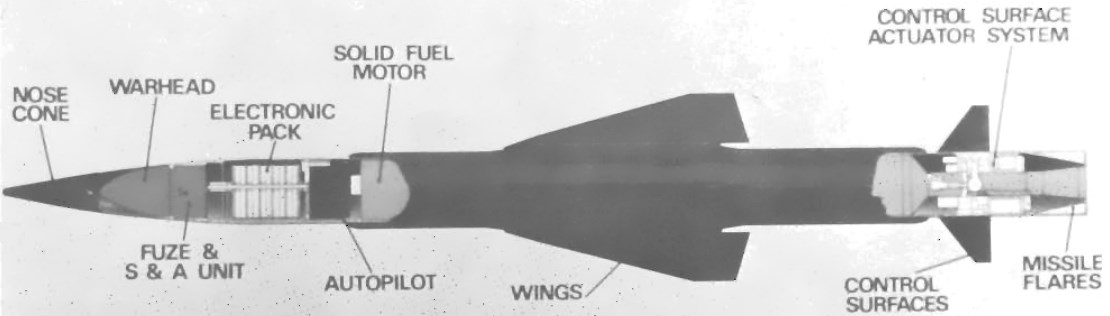
輕劍飛彈的剖面圖
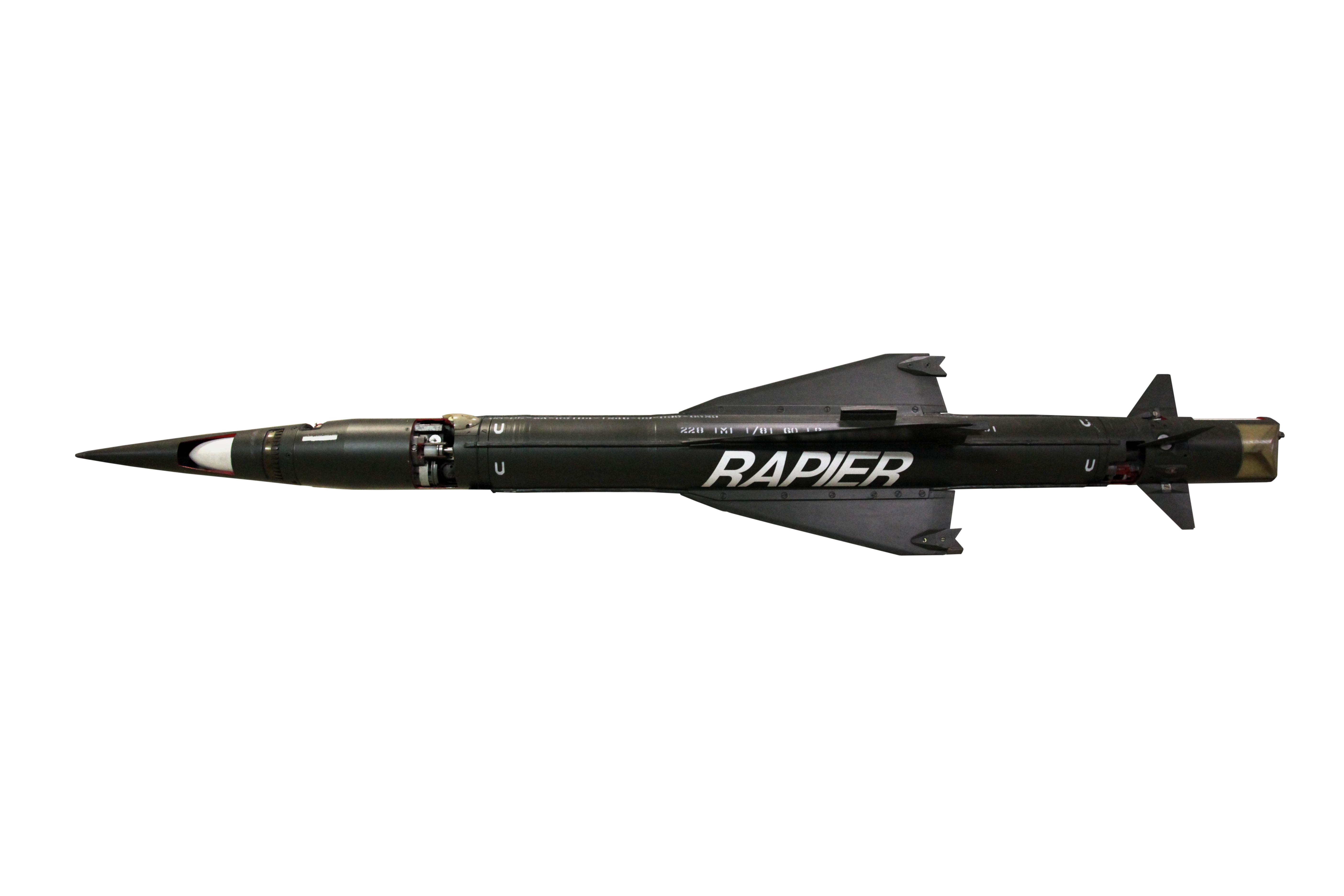
輕劍飛彈的模型
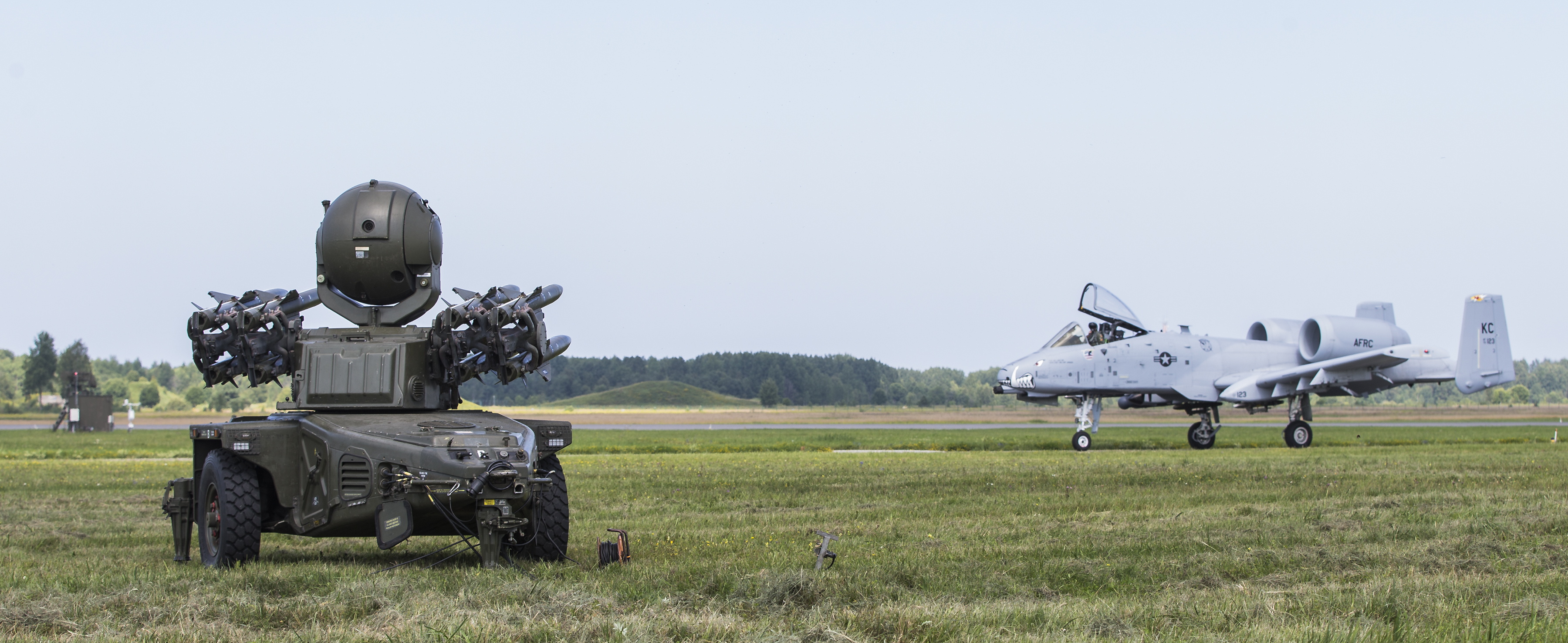
可裝填8枚飛彈的傑納斯飛彈發射系統
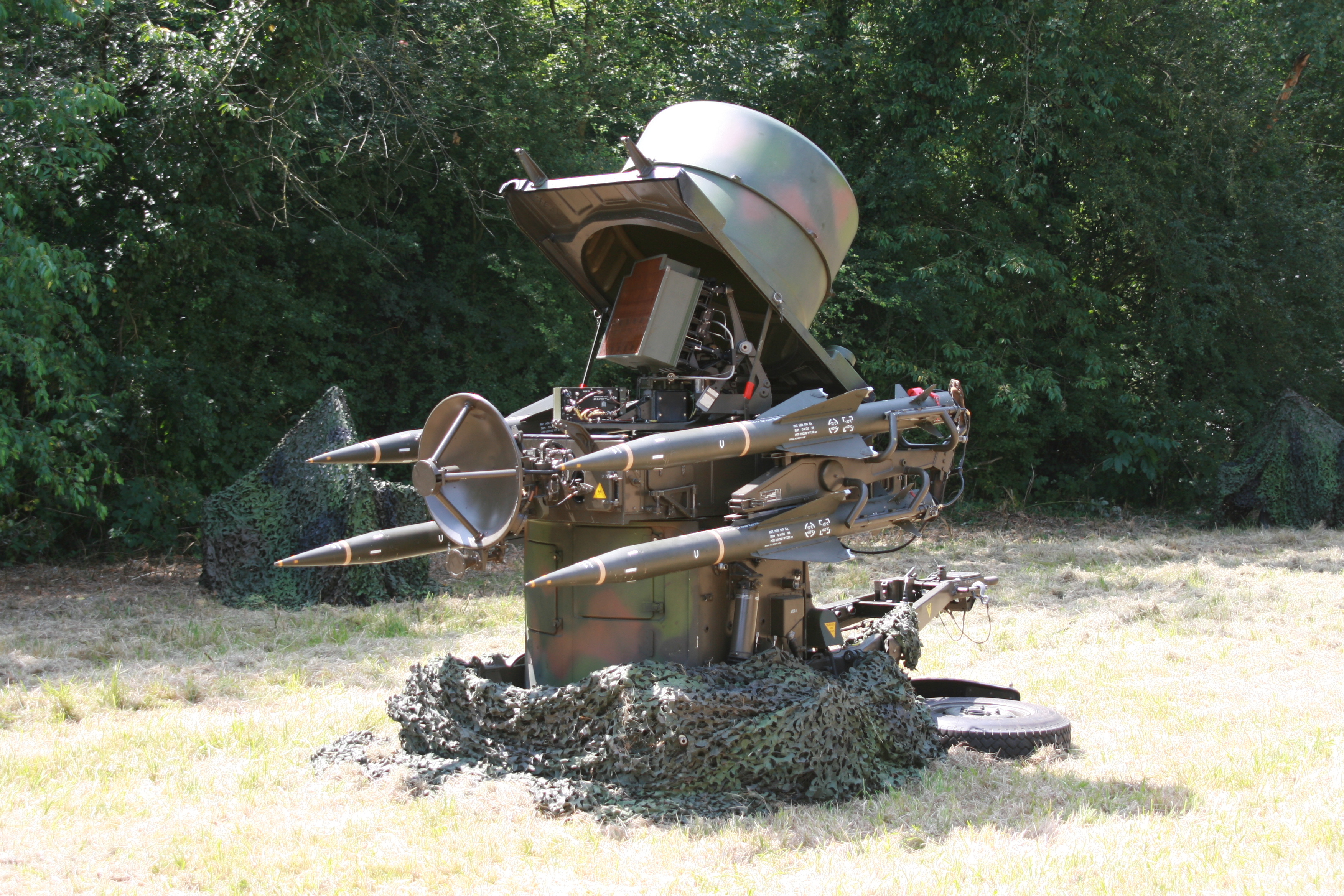
輕劍飛彈發射器的天線罩被掀開，露出內部的搜索雷達盤
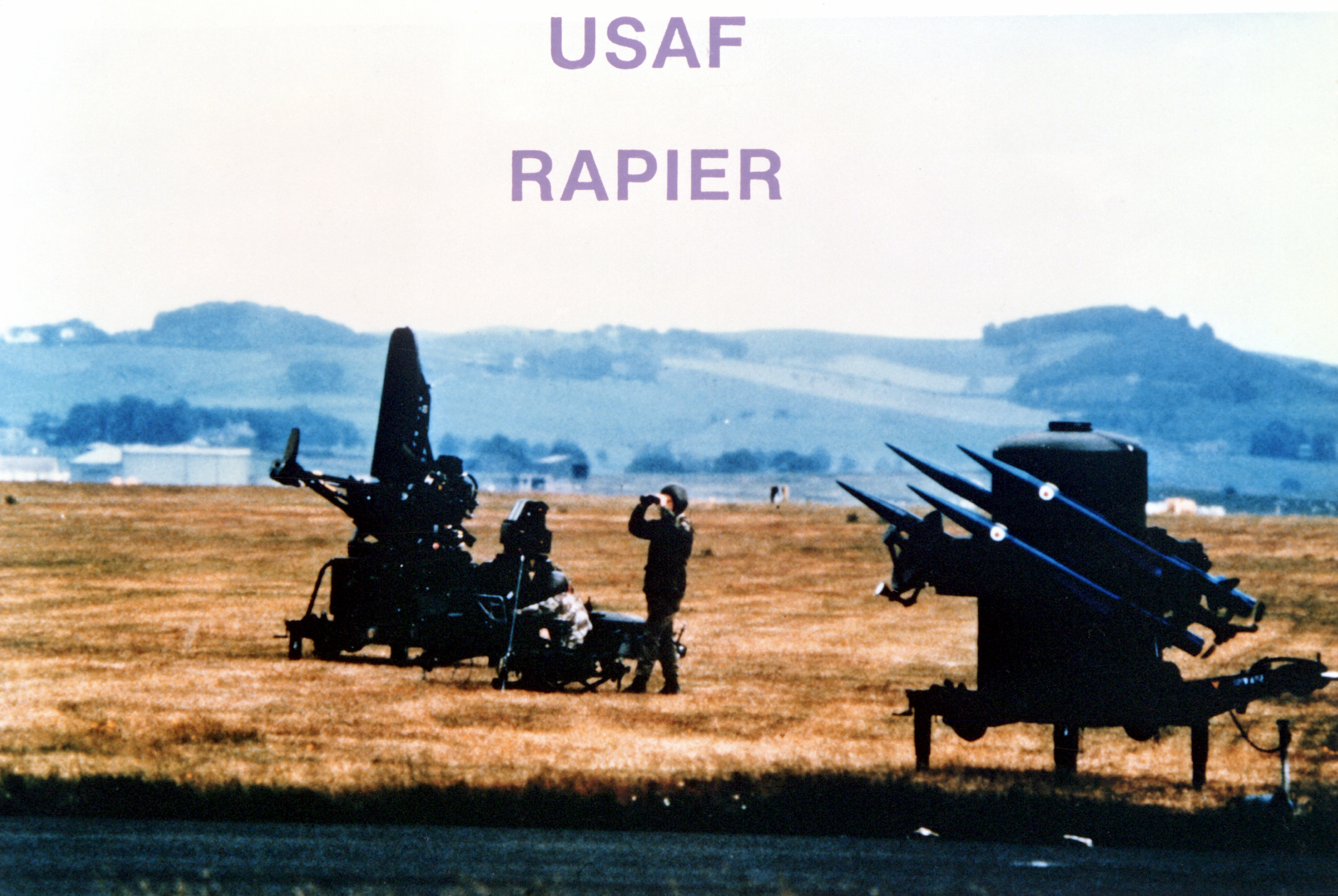
部署中的輕劍飛彈發射器、盲火雷達和光學跟蹤器
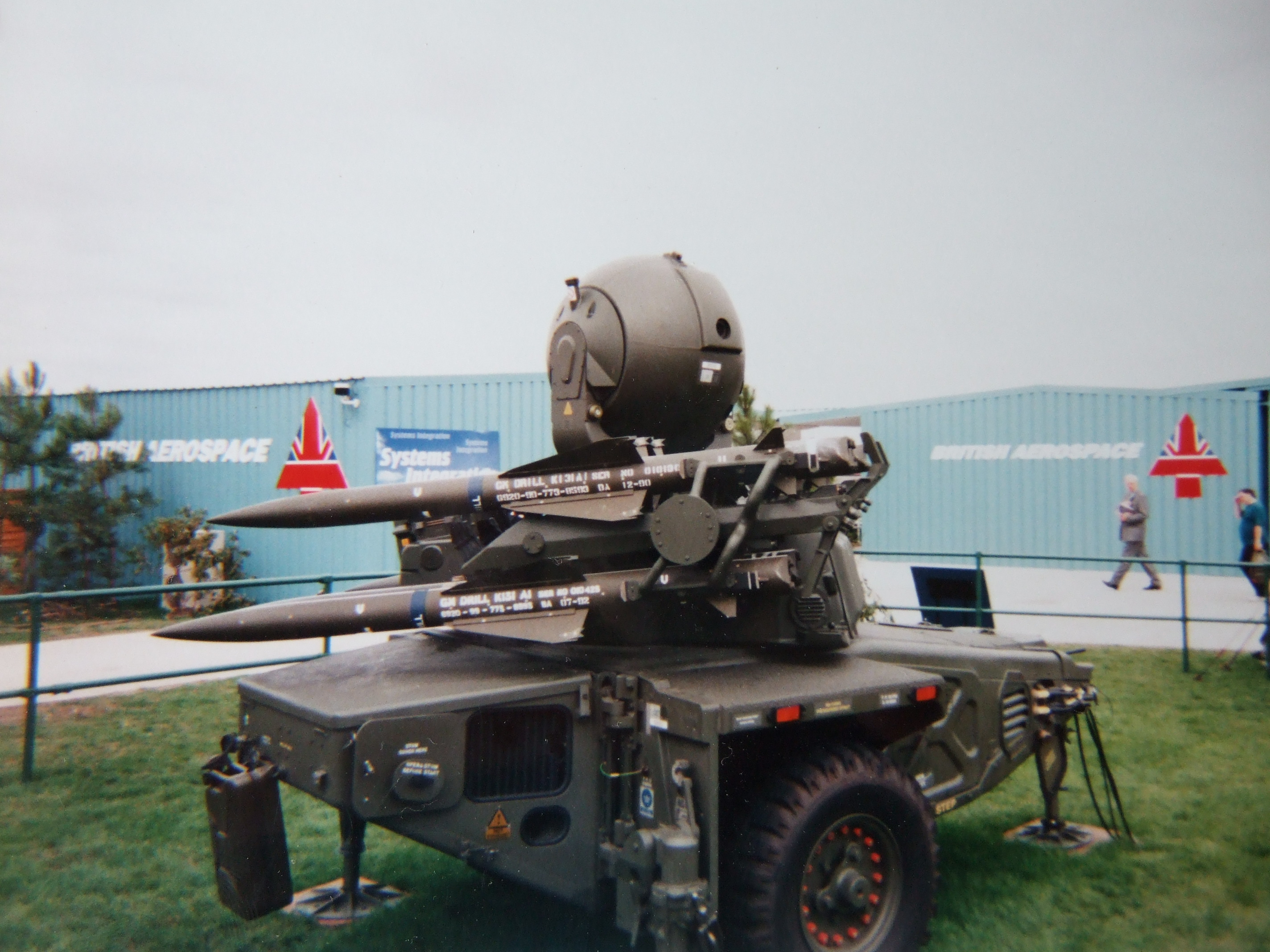
傑納斯飛彈發射系統。頂部為本型號標誌性的球形光電跟蹤裝置，下部車體具有內置發電機組，整體高度大大降低
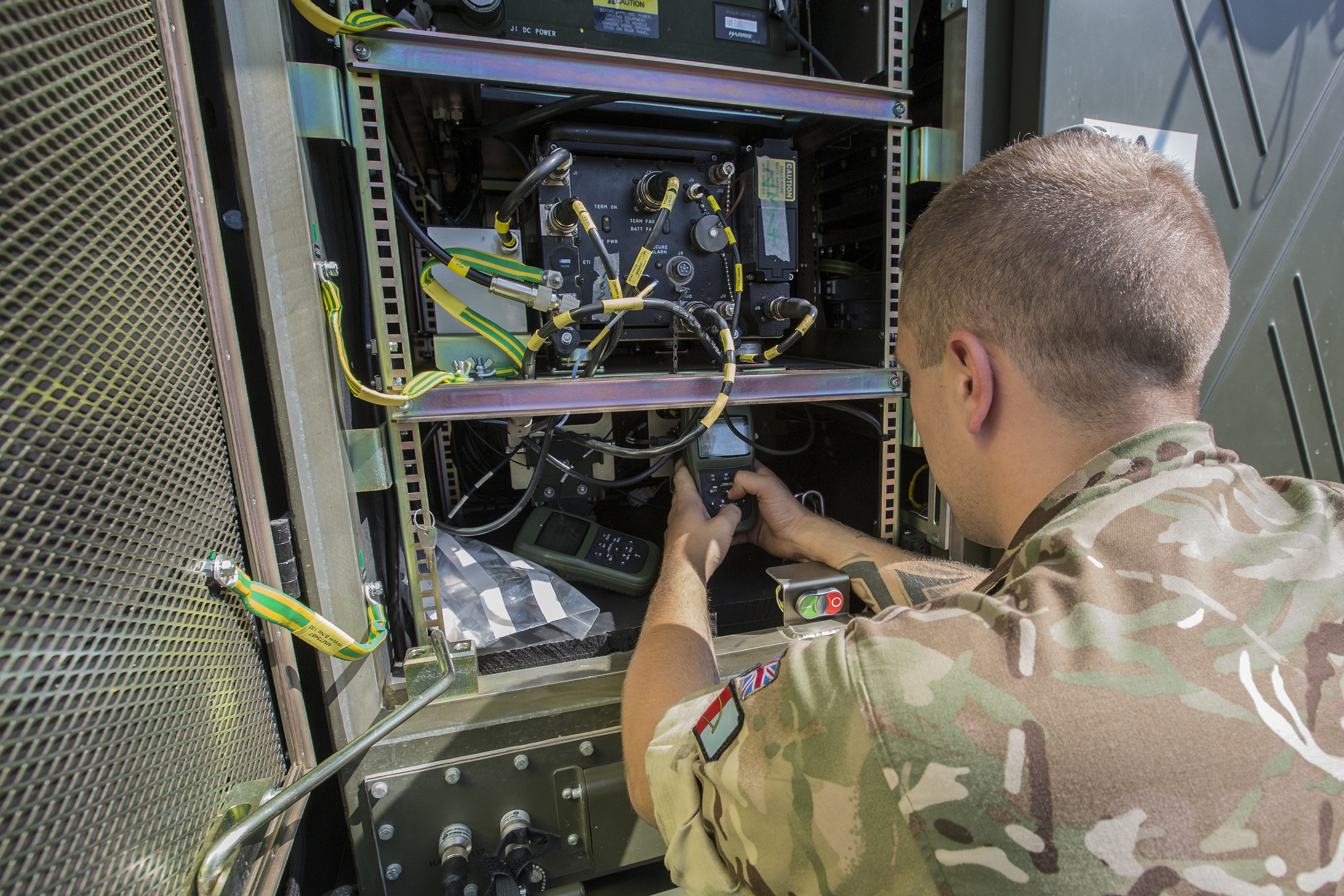
北約演習中指揮車內的野戰標準C型輕劍飛彈系統。自野戰標準B2型開始，指揮車便可遠端接管輕劍飛彈系統。標準C型則可完全自動交戰
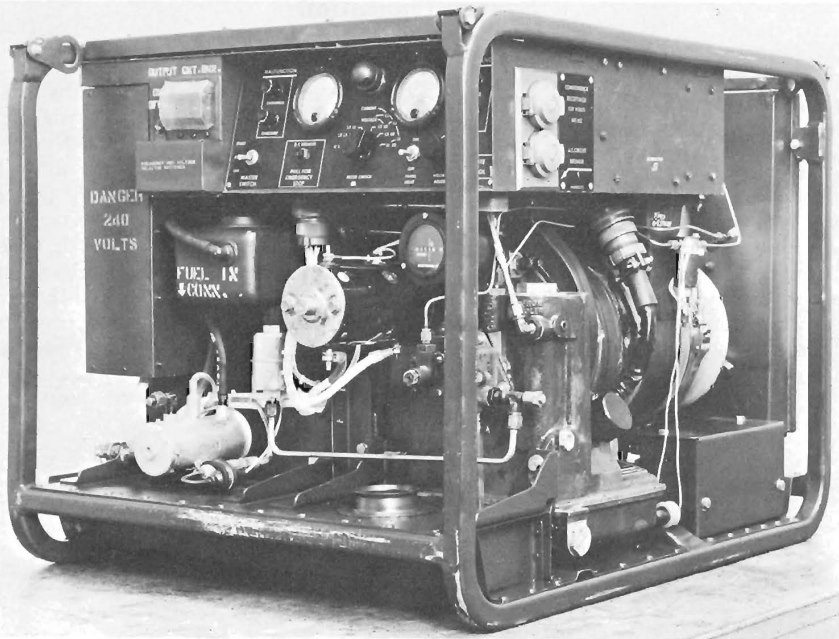
輕劍飛彈防空系統的發電機組

### 引文
1. ↑  Cook 2001，第42頁.
2. 1 2 3 4 5 6  Cullen & Foss 1992，第146頁.
3. 1 2 3 4 5 6 7 8 9 10 11  Cullen & Foss 1992，第266頁.
4. 1 2 3 4 5 6 7 8 9  Cullen & Foss 1992，第267頁.
5. 1 2  Cullen & Foss 1992，第272頁.
6. 1 2  .   [2023-07-15]. （原始内容存档于2006-10-17）.
7. 1 2 3 4 5  Cullen & Foss 1992，第268頁.
8. ↑  .   [2023-07-15]. （原始内容存档于2014-06-28）.
9. 1 2 3 4  Cullen & Foss 1992，第269頁.
10. ↑  Armada International 2004，第50頁.
11. ↑  . www.youth.com.tw.   [2023-09-09]. （原始内容存档于2019-09-17）.
12. ↑  36regimentra.org.uk 的存檔，存档日期5 September 2008., English Electric Thunderbird Project Details
13. ↑  . www.mdc.idv.tw.   [2023-09-09].
14. 1 2   (PDF). 4 October 2020  [2023-07-15]. （原始内容存档 (PDF)于2022-10-09）.
15. 1 2  .   [2023-07-15]. （原始内容存档于2019-08-04）.
16. ↑  Peck, Michael. . The National Interest. 2019-11-15  [2019-12-29]. （原始内容存档于2023-05-30） （英语）.
17. 1 2 3 4  Gibson & Buttler 2007，第68頁.
18. ↑  Gibson, William. . （原始内容存档于7 August 2008）.
19. 1 2 3  Gibson & Buttler 2007，第69頁.
20. 1 2 3  "Rapier 2000/Jernas" （页面存档备份，存于）, Jane's Strategic Weapon Systems, 15 February 2008
21. 1 2 3 4 5 6  Gibson & Buttler 2007，第70頁.
22. 1 2  Cullen & Foss 1992，第265頁.
23. ↑  . 23 September 2012  [30 May 2017]. （原始内容存档于7 May 2016）.
24. ↑  . Popular Mechanics (Hearst Magazines). September 1988: 16.
25. ↑   (PDF). Flight International. 29 August 1987: 27  [2023-07-15]. （原始内容存档 (PDF)于2019-04-08）.
26. ↑  .   [2023-07-15]. （原始内容存档于2022-10-28）.
27. ↑  Gibson & Buttler 2007，第71頁.
28. 1 2  Cullen & Foss 1992，第147頁.
29. 1 2  Cullen & Foss 1992，第145頁.
30. ↑  C. O'Halloran & Foss 2002，第304頁.
31. ↑  .   [7 April 2014]. （原始内容存档于8 April 2014）.
32. 1 2  McNally 2007.
33. ↑  .   [5 July 2007]. （原始内容存档于9 October 2007）.
34. ↑  Smith, Gordon, , Battle Atlas of the Falklands War 1982 by Land, Sea and Air (Naval-history.net), 31 May 2013  [22 June 2009], （原始内容存档于2009-05-29）
35. ↑  Freedman 2005.
36. ↑  Navy Command HQ.  (PDF). 英國國防部: 4.   [19 November 2008]. （原始内容 (PDF)存档于25 November 2008）.
37. ↑  . BBC News. 3 July 2012  [1 July 2013]. （原始内容存档于2023-10-20）.
38. ↑  .   [7 August 2008]. （原始内容存档于5 September 2008）.
39. ↑  . 青年日報.   [2023-09-09] （中文（臺灣））.
40. ↑  Moorcraft & McLaughlin 2008.
41. ↑  .   [2021-09-07]. （原始内容存档于7 September 2021） （美国英语）.
42. ↑  Al-Taji Army Scrapeyard- Iraq
43. ↑  Cullen & Foss 1992，第270頁.
44. ↑  . MINDEF Singapore. 4 July 2018  [27 April 2021]. （原始内容存档于2023-10-20）.

### 書目
- C. O'Halloran, James; Foss, Christopher F.  15th. Coulsdon, UK: Jane's Information Group. 2002. ISBN 0710624379 （英语）.
- Cook, Nick. . Interavia Business & Technology. Vol. 56 no. 651. March 2001. ISSN 1423-3215 （英语）.
- Cullen, Tony; Foss, Christopher F.  5th. Coulsdon, UK: Jane's Data Division. 1992. ISBN 0710609795 （英语）.
- Freedman, Sir Lawrence. . Routledge. 2005 （英语）.
- Gibson, Chris; Buttler, Tony. . Midland. 2007. ISBN 9781857802580 （英语）.
- McNally, Tony. . Monday Books. 2007. ISBN 9780955285455 （英语）.
- Moorcraft, Paul L.; McLaughlin, Peter. . Barnsley: Pen and Sword Books. April 2008 [1982]. ISBN 9781844156948 （英语）.
- . Armada International. Vol. 28 no. 2. April 2004. ISSN 0252-9793 （英语）.

## 外部連結
- 貝宜系統官方網站上的輕劍傑納斯飛彈系統資訊。
- 貝宜系統網站上輕劍傑納斯飛彈系統的存檔。
- MBDA網站上的輕劍傑納斯飛彈系統資訊。
- YouTube上的MBDA的輕劍傑納斯飛彈系統宣傳影片。
- YouTube上的奧瑞岡（萊茵金屬防空系統）的履帶式輕劍飛彈影片，可見暗火型號光電瞄準器及頭盔式指點桿系統。